# Preity Zinta
Preity Zinta (født 31. marts 1975) er en indisk Bollywood-skuespiller. Hun anses for at være en af Indiens bedste og mest populære skuespillere.